# 鲁文·菲卢斯
鲁文·菲卢斯（德語：Ruwen Filus，1988年2月14日—），出生于比克堡，德国男子乒乓球运动员。他曾在2018年欧洲乒乓球锦标赛上搭档韓瑩获得混合双打冠军。他也曾数次获得欧洲乒乓球锦标赛男子团体冠军。